# Relaciones México-Ruanda
Las naciones de México y Ruanda establecieron relaciones diplomáticas en 1976. Ambas naciones son miembros de las Naciones Unidas.

## Historia

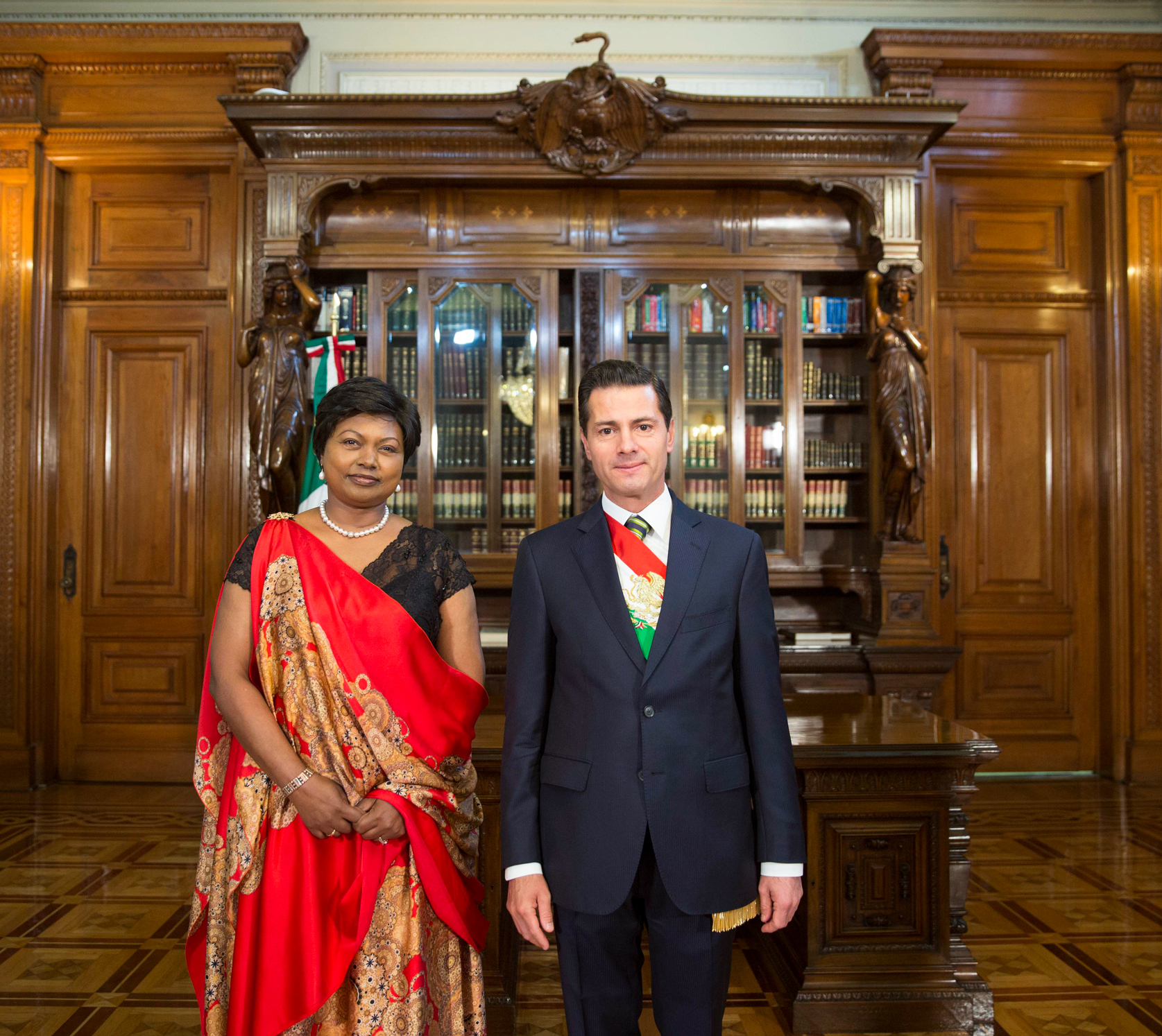
La embajadora de Ruanda no-residente, Mathilde Mukantabana, con el presidente mexicano Enrique Peña Nieto en la Ciudad de México, octubre de 2018.

México y Ruanda establecieron relaciones diplomáticas el 21 de enero de 1976. Los vínculos se han desarrollado principalmente en el marco de foros multilaterales.
En febrero de 2010, la directora general para África y Medio Oriente de la Secretaría de Relaciones Exteriores de México, Sara Valdés, visitó Ruanda para atender a la Primera Reunión del Mecanismo de Consulta en Asuntos de Interés Común entre México y Ruanda. En noviembre de 2010, el gobierno de Ruanda envió una delegación de cuatro miembros para asistir a la Conferencia de las Naciones Unidas sobre el Cambio Climático de 2010 en Cancún, México.
En marzo de 2013, el presidente de Ruanda, Paul Kagame, visitó México para copresidir, junto con Carlos Slim Helú, la Séptima Reunión de la Comisión de Banda Ancha para el Desarrollo Digital de la Unión Internacional de Telecomunicaciones (UIT), que se celebró en la Ciudad de México.
En abril de 2013, el embajador de México en Kenia, Luis Javier Campuzano, visitó Ruanda con el fin de promover la candidatura del Dr. Herminio Blanco a la Dirección General de la OMC. En abril de 2017, México abrió un consulado honorario en Kigali.

## Acuerdos bilaterales
Ambos países han firmado algunos acuerdos bilaterales como un Memorándum de Entendimiento para el Establecimiento de un Mecanismo de Cooperación y Consultas (2007); Convenio de Mecanismo de Consultas México-Ruanda y el desarrollo de iniciativas de cooperación en materia de ciencia y educación (2009); Memorándum de Entendimiento para el Establecimiento de un Mecanismo de Cooperación Materias de Interés Común (2010); y un Convenio de Cooperación Académica y Educativa entre el Instituto Politécnico Nacional y el Kigali Institute of Sciences and Technology (KIST) de Ruanda.

## Misiones Diplomáticas
- México está acreditado ante Ruanda a través de su embajada en Nairobi, Kenia y mantiene un consulado honorario en Kigali.[4]
- Ruanda está acreditado ante México a través de su embajada en Washington D. C., Estados Unidos.[5]